# Qu’Appelle (rzeka)
Qu’Appelle (ang. Qu’Appelle River) – rzeka w Kanadzie, na terenie prowincji Saskatchewan i Manitoba. Długość rzeki wynosi 430 km.
Rzeka wypływa z jeziora Diefenbaker, w południowej części prowincji Saskatchewan, na wysokości około 500 m n.p.m. Płynie w kierunku wschodnim. Po przekroczeniu granicy Manitoby, w okolicach miejscowości Saint-Lazare uchodzi do rzeki Assiniboine, na wysokości około 400 m n.p.m.
Większe miejscowości położone nad rzeką to Lumsden i Fort Qu’Appelle.
Dolina rzeki stanowi żyzny obszar rolniczy (m.in. uprawa pszenicy i roślin jagodowych). W przeszłości była terenem działalności traperów.
Nazwa rzeki, z francuskiego „kto woła?”, wywodzi się z wcześniej, w języku Kri – Kab-tep-was, która oznaczała „rzekę, która woła”. Zgodnie z indiańską legendą, rzekę przemierzać miał młodzieniec udający się na swój ślub, kiedy usłyszał on głos wołający jego imię. „Kto woła?” zawołał, w odpowiedzi słysząc jedynie swoje echo. Miał się on później dowiedzieć, że głos należał do jego niedoszłej żony, która zmarła przed jego przybyciem.